# 구로구 병
구로구 병은 대한민국의 옛 국회의원 선거구이다. 당시 서울특별시 구로구의 일부 지역을 관할했다.

## 역사
제14대 국회의원 선거를 앞두고 구로구 갑과 구로구 을 지역구의 일부가 구로구 병으로 독립되면서 신설되었다.
제15대 국회의원 선거를 앞두고 구로구의 일부 지역이 금천구로 독립했다. 이에 구로구 병 선거구 중 독산1동은 신설되는 금천구 선거구로 넘어갔고 나머지 잔여 지역은 새로운 구로구 을 선거구를 이루게 됨에 따라 폐지되었다.

## 역대 국회의원
| 선거   | 정당 | 정당   | 의원   |
| ------ | ---- | ------ | ------ |
| 1992년 |      | 민주당 | 김병오 |

## 역대 선거 결과

### 대한민국 제14대 국회의원 선거
|  | 44.27% |

|  | 37.95% |

|  | 11.61% |

|  | 3.21% |

|  | 2.93% |